# Weidigsgraben (Main)
Der Weidigsgraben ist ein gut zwei Kilometer langer rechter und nordwestlicher Zufluss des Mains im oberfränkischen Landkreis Lichtenfels.

## Geographie

### Verlauf
Der Weidigsgraben entspringt auf einer Höhe von 326 m ü. NHN einem kleinen Teich  am Nordwestrand des Bad Staffelsteiner Gemeindeteiles Neuhof. Sein Wasser führt er dort nur intermittierend.
Er fließt zunächst in südsüdwestlicher Richtung am Westrand des Weilers entlang, unterquert dann die Staatsstraße 2204 und läuft danach begleitet von Gehölz gut 150 m  südwärts durch Grünland. Der Bach wendet sich nun nach Südsüdwesten, passiert dann ein kleines Wäldchen und zieht danach am westlichen Fuße des Eichenbühls (333 m) durch die Wiesen der Flur Schafgrund. Er verschwindet nun in den Untergrund und taucht gut 100 m wieder an der Oberfläche auf. Ab dort führt er beständig Wasser. 
Der Graben fließt nun südostwärts durch die Felder und Wiesen der Flur Bachgrund, bildet dann zwei winzige Teiche und  erreicht danach den Nordwestrand des Bad Staffelsteiner Gemeindeteiles Nedensdorf. Kurz danach begibt er in den Untergrund und wird südlich der Oberen Dorfstraße auf seiner linken Seite von dem aus dem Norden kommenden Hirtengraben gespeist.
Der Weidigsgraben mündet schließlich südlich von Nedensdorf auf einer Höhe von 252 m ü. NHN verdolt in den Main.

### Zuflüsse
- Hirtengraben (links)